# Црква Светог великомученика Димитрија у Кладњу
Црква Светог великомученика Димитрија у Кладњу, насељеном месту на територији општине Кладањ, припада Епархији зворничко–тузланској Српске православне цркве.

## Историјат
Кладањску парохију чине околина села Лупоглаво, Јелачићи, Обрћевац, Матијевићи, Пелемиши, Пепићи, Ковачићи, Мала Кула, Младово, Велика Кула и Пајићи у којима се након рата 1995. године није вратила ниједна православна породица. У селима Мајдан, Оловци, Врановићи, Допасци, Старич, Вучинићи и Коњевићи су порушени православни домови и оскрнављена сва православна гробља.
Црква Светог великомученика Димитрија у Кладњу је димензија 15×8 метара. Градња је почела 1979. године. Освештао га је епископ зворничко-тузлански Василије Качавенда 1981. године. Током рата 1992—1995. цркву је оштетила Армија Босне и Херцеговине 1993. године. Две особе које су скрнавиле храм, силазећи са њега су страдале од њиховог транспортера који их је прегазио. Друге три особе исламске вероисповести су вратиле у храм црквени печат, печат за просфоре, део кандила, свештенички ручни крст и рамове од икона. Након завршетка рата 1995. године је почела обнова цркве која и даље траје. Иконостас је израдио столар Стеван Ступар од борових греда и панел плоча, а иконе представљају репродукције на папиру.